# Fahree
Fahree, pseudonimo di Fəxri İsmayılov (Baku, 10 aprile 1995), è un cantautore azero.
Ha rappresentato l'Azerbaigian all'Eurovision Song Contest 2024 con il brano Özünlə apar, insieme a İlkin Dövlətov.

## Biografia
Nato nella capitale azera da una famiglia di artisti, suo padre era un batterista di musica jazz, mentre suo nonno era un attore. All'Università statale di Baku ha conseguito sia la laurea che il master in giurisprudenza. Durante la pandemia di COVID-19, ha iniziato a dedicarsi maggiormente alla musica e ha perseguito il suo sogno d'infanzia di diventare un musicista.
Nel 2022, sotto l'etichetta discografica Beat Music, ha pubblicato il suo singolo di debutto Dance, seguito poi dai singoli in lingua azera Apardı uzaqlara e Yollar.
Il 7 marzo 2024 l'emittente radiotelevisiva İTV lo ha selezionato internamente, tra sei possibili candidati, come rappresentante azero all'Eurovision Song Contest 2024 a Malmö. Il suo brano eurovisivo Özünlə apar, eseguito in duetto con il cantante di genere mugham İlkin Dövlətov, è stato presentato il successivo 15 marzo. Il pezzo si è piazzato al quattordicesimo posto nella prima semifinale, non riuscendo pertanto a qualificarsi per la finale.

## Discografia

### Singoli
- 2022 – Dance
- 2022 – Apardı uzaqlara (con Mila Miles)
- 2023 – Yollar
- 2024 – Özünlə apar (feat. İlkin Dövlətov)